# MC Breed
MC Breed, nome d'arte di Eric Breed (Flint, 12 giugno 1971 – Ypsilanti, 22 novembre 2008), è stato un rapper statunitense, famoso per il singolo Ain't No Future in Yo Frontin che si posiziono al 66º posto nella Billboard Hot 100 e per Gotta get Mine assieme al rapper Tupac Shakur che si posiziono sesta nel Hot Rap Songs.

## Biografia
Breed è noto come il primo rapper di successo commerciale a venire fuori dal Midwest, il primo album di Breed risale con il suo vecchio gruppo DFC per la etichetta indipendente SDEG Records, nel 1992 arriva il suo debutto da solista con l'album 20 Below.
Successivamente ha avuto un'altra grande carriera da solista con molte collaborazioni. L'11 maggio 2006 è stato condannato ad un anno di carcere per aver violato la libertà vigilata per il mancato pagato di 200 000 dollari che doveva dare in sussidio ai figli, il 3 aprile 2008 viene arrestato per non aver consegnato il totale di 220 000 dollari ai suoi figli. Il 5 settembre 2008 durante un match di Pickup Basket dove crolla per via di una malattia ai reni. Il 22 novembre dello stesso anno Breed si trovava a casa di un amico, il rapper allora trentasettenne morì nel sonno.

## Discografia

### Studio albums
| Anno                                                  | Album                | Posizioni in classifica | Posizioni in classifica | Posizioni in classifica |
| Anno                                                  | Album                | U.S.                    | U.S. Hip-Hop            |                         |
| ----------------------------------------------------- | -------------------- | ----------------------- | ----------------------- | ----------------------- |
| 1991                                                  | MC Breed & DFC       | 142                     | 38                      |                         |
| 1992                                                  | 20 Below             | 155                     | 40                      |                         |
| 1993                                                  | The New Breed        | 156                     | 17                      |                         |
| 1994                                                  | Funkafied            | 106                     | 9                       |                         |
| 1995                                                  | Big Baller           | 143                     | 17                      |                         |
| 1996                                                  | To Da Beat Ch'all    | -                       | 34                      |                         |
| 1997                                                  | Saucy                | -                       | -                       |                         |
| 1997                                                  | Flatline             | -                       | 48                      |                         |
| 1999                                                  | It's All Good        | 180                     | 41                      |                         |
| 2000                                                  | The Thugz, Vol. 1    | -                       | 64                      |                         |
| 2000                                                  | Rare Breed           | -                       | -                       |                         |
| 2001                                                  | The Fharmacist       | -                       | -                       |                         |
| 2004                                                  | The New Prescription | -                       | -                       |                         |
| "—" denotes the album failed to chart or not released |                      |                         |                         |                         |

### Compilation
| Anno | Album               |
| ---- | ------------------- |
| 1995 | The Best of Breed   |
| 1999 | 2 for the Show      |
| 2002 | Chopped and Screwed |
| 2004 | The Mix Tape        |
| 2007 | The Hits            |

### Comparse
- 1994: Sesshead Funky Junky (dall'album On the Outside Looking In di 8Ball & MJG)